# Трновача
Трновача је насељено место у Босни и Херцеговини у општини Горњи Вакуф-Ускопље. Административно припада Федерацији Босне и Херцеговине, односно њеном Средњобосанском кантону. Према попису становништва из 2013. у насељу је било 712 становника, а као засебно насеље у статистикама се води од пописа 2013. године.

## Становништво
По последњем службеном попису становништва из 2013. године у насељу Трновача живело је 712 становника.
| Националност | 2013. |
| Бошњаци      | —     |
| Хрвати       | —     |
| Срби         | —     |
| остали       | —     |
| Укупно       | 712   |